# Епархия Сан-Мигеля (Сальвадор)
Епархия Сан-Мигеля (лат. Dioecesis Sancti Michaelis) — епархия Римско-католической церкви c центром в городе Сан-Мигель, Сальвадор. Юрисдикция епархии Сан-Мигеля распространяется на департаменты Ла-Уньон, Морасан и большую часть департамента Сан-Мигель. Епархия Сан-Мигеля входит в митрополию Сан-Сальвадора. Кафедральным собором епархии Сан-Мигеля является церковь Пресвятой Девы Марии Царицы Мира.

## История
11 февраля 1913 года Святой Престол учредил епархию Сан-Мигеля, выделив её из епархии Сан-Сальвадора (сейчас — Архиепархия Сан-Сальвадора).
2 декабря 1954 года епархия Сан-Мигеля передала часть своей территории в пользу возведения епархии Сантьяго-де-Марии.

## Ординарии епархии
- епископ Juan Antonio Dueñas y Argumedo (1.08.1913 – 3.07.1941);
- епископ Miguel Ángel Machado y Escobar (25.09.1942 – 10.01.1968);
- епископ Lorenzo Michele Joseph Graziano O.F.M.[1] (10.01.1968 – 27.06.1969);
- епископ José Eduardo Álvarez Ramírez C.M. (9.12.1969 – 10.04.1997);
- епископ Romeo Tovar Astorga O.F.M. (10.04.1997 – 12.05.1999) — назначен епископом Санта-Аны;
- епископ Miguel Ángel Morán Aquino (19.07.2000 — 9.02.2016 — назначен епископом Санта-Аны);
- епископ Fabio Reynaldo Colindres Abarca (7.12.2017 — по настоящее время).